# Terbinafina
La Terbinafina es un antimicótico de amplio espectro, formulado para combatir las dermatofitosis y algunas infecciones por levaduras.

## Mecanismo de acción
La terbinafina inhibe a la enzima escualeno 2-3 epoxidasa, esto interfiere en la etapa temprana de la síntesis del ergosterol, el cual es el componente fundamental de la membrana del hongo, llevando a una deficiencia de ergosterol y a una acumulación del escualeno, dando como resultado la muerte celular.

## Propiedades
La terbinafina es una alilamina de amplio espectro antimicótico. Al aplicarse en bajas concentraciones se comporta como fungicida contra dermatófitos y ciertos hongos dimórficos. En el caso de las levaduras, su actividad es fungicida o fungistático dependiendo de la especie. 
Está indicada para combatir a dermatofitos como el Trichophyton, Mycrosporum canis y Epidermophyton floccosum, e igualmente a levaduras como la Candida albicans y la Pitiriasis versicolor o Malassezia furfur.
No se liga al Citocromo P450, por lo que no tiene interacción con otros medicamentos que utilizan esta vía metabólica. Es inhibidor del citocromo CYP2D6.

## Efectos secundarios
En general es muy bien tolerada, teniendo algunos efectos leves, moderados y transitorios como podrían ser sensación de saciedad, pérdida de apetito, dispepsia, náusea, dolor abdominal leve, diarrea, sarpullido y urticarias.
Puede causar hepatitis colestásica en aproximadamente 1 de cada 50.000 tratamientos. Es una hepatitis grave con una mortalidad del 15% y se cronifica en el 50% de los casos.

## Reacciones adversas
Las formulaciones tópicas de terbinafina son bien toleradas. En los estudios clínicos realizados, solo se detectaron reacciones adversa posiblemente asociadas a la terbinafina en el 2% de los casos. Los casos más frecuentes fueron irritación y urticaria, efectos secundarios que se presentaron en un 1% 
Después de la administración de la terbinafina oral, se han descrito reacciones adversas hasta en el 17% de los pacientes. Las más frecuentes son las que tienen lugar a nivel intestinal estando representadas por dolor abdominal, diarrea, náusea/vómitos y dispepsia. En el 2-3% de los pacientes se han observado cefaleas y mareos y, en el mismo porcentaje, elevación de las transaminasas, rash (inespecífico), urticaria y prurito. En el 2% de los pacientes se ha descrito disgeusia, aunque son muy raros los casos persistentes de pérdida del gusto. En la mayor parte de los casos, las reacciones adversas se resuelven espontáneamente al ser retirado el fármaco.
Algunas reacciones adversas raras, pero serias son el síndrome de Stevens-Johson y la necrólisis tóxica epidérmica, así como algunas reacciones anafilácticas graves. Si durante el tratamiento con terbinafina se manifestasen irritación de la piel, rash o hipersensibilidad, el fármaco debe ser inmediatamente retirado y se debe administrar el tratamiento adecuado.
También se han comunicado algunos raros casos de discrasias sanguíneas, en particular neutropenia, linfocitopenia, trombocitopenia y agranulocitosis después de la administración de la terbinafina oral. En el 1-2% de los casos, la terbinafina oral ocasiona unos recuentos linfocitarios < 1000 células/mm3. Estos efectos hematológicos son reversibles y desaparecen cuando el fármaco es discontinuado. Se recomienda llevar a cabo una completa monitorización de la sangre cuando el tratamiento con terbinafina se prolonga durante más de 6 semanas o si aparecen signos o síntomas de infecciones secundarias, debiéndose retirar el fármaco si el recuento de neutrófilos cae por debajo de los 1000/mm3.
Aproximadamente en 1:45.000 pacientes, el tratamiento con terbinafina ocasiona una disfunción hepática idiosincrásica, incluyendo hepatitis colestásica, que muestra las características de una necrosis hepatocelular. Esta reacción adversa se suele desarrollar en las 4-6 semanas después de iniciar un tratamiento. Se debe considerar una exploración hepática si el paciente desarrolla síntomas tales como náusea, anorexia, fatiga, ictericia o colestasis.
Otros efectos secundarios comunicados durante el tratamiento con terbinafina, cuya relación causal no ha sido establecida con seguridad, incluyen malestar general, fatiga, artralgia, mialgia y alopecia.

.
- Datos: Q415259
- Multimedia: Terbinafine / Q415259